# Glen Scantlebury
Glen Scantlebury (Annandale, 1955) è un montatore statunitense.

## Biografia
Nato nel 1955 ad Annandale, in Virginia, ha frequentato la Virginia Commonwealth University.
Nel 1981 è entrato a far parte della Video Band, per la quale ha montato diversi video musicali nei primi anni ottanta. Si è distinto per esser stato uno dei primi montatori americani di lungometraggi ad utilizzare il montaggio video digitale, cominciando nel 1987 col film concerto su Big Time di Tom Waits. Successivamente ha lavorato per cinque anni agli Zoetrope Studios di Francis Ford Coppola, arrivando fino ad occuparsi del montaggio del suo Dracula. È stato il montatore di diversi film blockbuster dei maggiori studi di produzione cinematografica hollywoodiani tra gli anni novanta e duemila, tra cui Con Air, Armageddon, Lara Croft: Tomb Raider e Transformers. Nel 2009 il periodico Variety l'ha definito una «figura chiave» all'interno del «rodato team di montatori» di Michael Bay.
Parallelamente alla sua carriera di montatore, ha scritto e diretto film con sua moglie Lucy Phillips, con cui ha fondato la casa di produzione indipendente Pavement Pictures. Nel 2012, è stato invitato a unirsi all'Academy of Motion Picture Arts and Sciences.

## Filmografia

### Montatore

#### Cinema
- Big Time, regia di Chris Blum (1988)
- I visitatori del sabato sera (The Spirit of '76), regia di Lucas Reiner (1990)
- Il padrino - Parte III (The Godfather: Part III), regia di Francis Ford Coppola (1990) - montatore aggiuntivo
- Steal America, regia di Lucy Phillips (1992)
- Dracula di Bram Stoker (Dracula), regia di Francis Ford Coppola (1992)
- My Dubious Sex Drive, regia di Lucy Phillips e Glen Scantlebury (1995)
- The Rock, regia di Michael Bay (1996) - montatore aggiuntivo
- Con Air, regia di Simon West (1997)
- Little Dieter Needs to Fly, regia di Werner Herzog - documentario (1997)
- Armageddon - Giudizio finale (Armageddon), regia di Michael Bay (1998)
- La figlia del generale (The General's Daughter), regia di Simon West (1999)
- Lara Croft: Tomb Raider, regia di Simon West (2001)
- Radio Killer (Joy Ride), regia di John Dahl (2001)
- Non aprite quella porta (The Texas Chainsaw Massacre), regia di Marcus Nispel (2003)
- My Tiny Universe, regia di Lucy Phillips e Glen Scantlebury (2004)
- Rischio a due (Two for the Money), regia di D.J. Caruso (2005)
- Pathfinder - La leggenda del guerriero vichingo (Pathfinder), regia di Marcus Nispel (2007)
- Transformers, regia di Michael Bay (2007)
- Venerdì 13 (Friday the 13th), regia di Marcus Nispel (2009) - montatore aggiuntivo
- Transformers - La vendetta del caduto (Transformers: Revenge of the Fallen), regia di Michael Bay (2009) - montatore aggiuntivo
- Nightmare (A Nightmare on Elm Street), regia di Samuel Bayer (2010)
- Twixt, regia di Francis Ford Coppola (2011)
- Dream House, regia di Jim Sheridan (2011)
- Stolen, regia di Simon West (2012)
- Palo Alto, regia di Gia Coppola (2013) - montatore aggiuntivo
- Abducted, regia di Lucy Phillips e Glen Scantlebury (2013)
- Lo sguardo di Satana - Carrie (Carrie), regia di Kimberly Peirce (2013) - montatore aggiuntivo
- Tartarughe Ninja (Teenage Mutant Ninja Turtles), regia di Jonathan Liebesman (2014)
- Cobain: Montage of Heck, regia di Brett Morgen - documentario (2015) - montatore aggiuntivo
- Papa Hemingway in Cuba, regia di Bob Yari (2015)
- Pelé, regia di Jeff e Michael Zimbalist (2016)
- Parigi può attendere (Paris Can Wait), regia di Eleanor Coppola (2016)
- Billionaire Boys Club, regia di James Cox (2018)
- Nessuno di speciale (Mainstream), regia di Gia Coppola (2020)

#### Televisione
- Keen Eddie – serie TV, episodio 1x01 (2003)

### Sceneggiatore
- Steal America, regia di Lucy Phillips (1992)
- My Dubious Sex Drive, regia di Lucy Phillips e Glen Scantlebury (1995)
- My Tiny Universe, regia di Lucy Phillips e Glen Scantlebury (2004)
- Abducted, regia di Lucy Phillips e Glen Scantlebury (2013)

### Regista
- My Dubious Sex Drive (1995)
- My Tiny Universe (2004)
- Abducted (2013)

### Direttore della fotografia
- Steal America, regia di Lucy Phillips (1992)

### Produttore
- Abducted, regia di Lucy Phillips e Glen Scantlebury (2013)